# La Nocturna
La nocturna est une telenovela colombienne diffusée depuis le 24 mai sur Caracol Televisión.

## Synopsis
Il raconte l'histoire de huit étudiants de première année en administration des affaires qui viennent d'entrer dans "Graham", un collège discret de carrières techniques.

## Distribution
- Jorge Enrique Abello : Mario Quiñones Purcell
- Marcela Carvajal : Esther Chavellier Brandt
- Consuelo Luzardo : Doña Pilar Quezada Vda. de Linares
- Carolina Acevedo : Amelia Ruiz Meluna
- Yuri Vargas : Ingrid Acevedo
- Jimmy Vásquez : Faber Salazar
- Luis Mesa : Octavio Salgar
- Carlos Manuel Vesga : José Hernando Osorio
- Jimena Durán : Muriel Cáceres
- Ernesto Ballén : Germán Jiménez Morales
- José Daniel Cristancho : Luis Herney Buitrago
- Manuel Prieto : Alejandro Dangond / Rosaura Miranda
- Viviana Santos : Victoria "Vicky" Rodríguez
- Sebastián Vega : Enrique "Kike" Posada
- Antonio Gil Martínez : Ingeniero Ernesto Martínez †
- Carlos Andrés Ramírez : Ángel Osorio Ruiz †
- Javier Andrés Ramírez Espinosa : Raúl Saldarriaga
- Liliana González  : Luz Dary
- Ricardo Vesga : professeur Álvaro "Guarito"
- Ana Soler : Leticia Casas de Martínez
- Carmenza Cossio : Patricia
- Jorge Herrera : Don Pacho
- Fernando Arévalo : Don Tulio Buitrago
- Vilma Vera : Doña Vilma de Osorio
- Mario Ruiz : Alirio Jiménez
- Marcela Valencia : Julia Ernestina Morales de Jiménez
- Biassini Segura : Ricardo
- Martha Liliana Calderón : Doña Piedad (mère de Vicky)
- Paula Barreto : Dr Claudia López
- Jairo Guerrero : Fabián
- Carlos Fernández : Mauricio Fuentes

## Diffusion
- Caracol Televisión (depuis 2017)